# Kosîno, Muncaci
Kosîno (în ucraineană Косино) este un sat în comuna Obava din raionul Muncaci, regiunea Transcarpatia, Ucraina.

## Demografie
Componența lingvistică a localității Kosîno
     Ucraineană (99,03%)
     Alte limbi (0,88%)
Conform recensământului din 2001, majoritatea populației localității Kosîno era vorbitoare de ucraineană (99,03%), existând în minoritate și vorbitori de alte limbi.